# George Miller (reżyser ur. 1945)
George Miller, właśc. George Miliotis (ur. 3 marca 1945 w Chinchilla) – australijski reżyser, scenarzysta i producent filmowy. Jedna z najważniejszych postaci współczesnej kinematografii australijskiej. Zasłynął przede wszystkim jako twórca serii filmów science fiction z cyklu Mad Max z Melem Gibsonem w roli głównej.
Syn greckich imigrantów – Dimitriego i Angeli. Z wykształcenia lekarz.
Był wielokrotnie nominowany do Oscara. W 2007 otrzymał tę nagrodę za film Happy Feet: Tupot małych stóp,  w kategorii najlepszy pełnometrażowy film animowany.
Zasiadał w jury konkursu głównego na 41. (1988) oraz na 52. MFF w Cannes (1999). Przewodniczył obradom jury na 69. MFF w Cannes (2016).

## Filmografia

### Reżyser
- 1979: Mad Max
- 1981: Mad Max 2
- 1985: Mad Max pod Kopułą Gromu
- 1987: Czarownice z Eastwick
- 1992: Olej Lorenza
- 1998: Babe: Świnka w mieście
- 2006: Happy Feet: Tupot małych stóp
- 2011: Happy Feet: Tupot małych stóp 2
- 2015: Mad Max: Na drodze gniewu
- 2022: Trzy tysiące lat tęsknoty
- 2024: Furiosa: Saga Mad Max